# De groote schouburgh der Nederlantsche konstschilders en schilderessen
De groote schouburgh der Nederlantsche konstschilders en schilderessen is een boek geschreven door de schilder Arnold Houbraken, gepubliceerd in drie delen van 1718 tot 1721. Het boek geeft 500 biografieën van schilders uit de 17e eeuw. Het is een belangrijke bron over de schilders van die tijd, als vervolg op het Schilderboeck van Carel van Mander uit 1604. Dertig jaar na de dood van Arnold Houbraken (1753) verscheen een tweede druk in licht aangepaste vorm.

## Lijst van schilders
De nummers achter de namen van de kunstenaars zijn verwijzingen naar de webversie van het boek in de Digitale Bibliotheek voor de Nederlandse Letteren.
- Desiderius Erasmus
- David Joris
- Cornelis Antonisz
- Jan de Hoey
- Bernard van Orley
- Michael Coxcie
- Dirk Crabeth & Wouter Crabeth I
- Dirk de Vrye, Adriaan vander Spelt
- Joan Dac
- Johannes Snellinks
- Isaac Nicolai
- Adam van Noort
- Otto van Veen
- Jan de Waal
- Adrian Nieuwland
- Abraham Bloemaart
- Tobias Verhaeght
- Michael Mierevelt
- Paulus Moreelse
- Jan van Kuik Woutersze
- Sebastiaan Franks
- Adam Elshaimer
- Lucas Francois I
- Hendrik Gaud
- Roelant Savry
- Adam Willaerts
- Aart Druivestein
- Jacob Willemsz Delff
- Petrus Paulus Rubens
- Pieter Soutman
- Samuel Hofman
- Jan van Hoek
- Marten Pepyn
- Abraham Janszen
- Horatius Gentilesco
- Hendrik van Balen
- Francois Snyers
- Joan Breugel
- Adrian van Stalbemt
- Daniel Blok
- Frans Hals
- Deodatus del Mont
- Pieter Lastman
- David Teniers
- Hendrik van der Borght
- Wencelaus Koeberger
- David Baili
- Pieter de Valk
- Willem van der Vliet
- Guiliam Nieulandt
- Christiaan Jansz van Biezelingen
- Gasper de Krayer
- Cornelis Poelenburg
- Alexander Keerings
- Joris van Schoten
- Nestus Thoman
- Pieter Feddes
- Hendrik Terbruggen
- Adrian van der Venne
- Johan Torrentius
- Daniel Seghers
- Adrian van Linschoten
- Lucas de Waal
- Wybrand de Geest
- Gerard Honthorst
- Pieter Snayers
- Adrian de Bie
- Christoffel Schovarts
- Cornelis de Waal
- Jacques Jordaens
- Hendrik Berckman
- Lucas van Uden
- Dirk van Hoogstraten
- Jacques Francart
- Pieter Mierevelt
- Leonard Bramer
- Jan van der Brugge
- Jan van Goyen
- Pieter Pietersz Deneyn
- Roelant Rogman
- Pieter Saenredam
- Salomon de Bray
- Adrian van Uitrecht
- Hubertus Grimani
- Anthony van Dyk
- Jodocus de Momper
- Johannes van Ravesteyn, Cornelis de Vos, Adam de Koster, Daniel Mytens, Artus Wolfart, Theodorus van Loon
- Jan Lis
- Joan de Heem
- Johan Parcellus
- Jan Pinas & Jacob Pinas
- Pieter Molyn
- Warnard van den Valkert
- Remigius van Rheni
- Lowys de Vadder
- Marten Rykaard
- Andries van Artvelt
- Jacob van Es
- Guiliam Bakkereel & Gillis Bakkereel
- Joannes Wildens
- Pieter van de Plas
- Jacobus de Geest
- Pieter Neefs
- Theodoor Babuer
- Cristoffel van der Lanen & Jacob van der Lanen
- Hendrik de Klerk
- Anthoni Salart
- Justus van Egmont
- Philips de Champanje
- Pieter Koek van Aelst
- Evert van Aelst & Willem van Aelst
- Jan van Bronkhorst
- Nicolaes Knufter
- Johannis Cossiers
- Simon de Vos
- Joan Bylert
- Pieter van Asch
- Kristiaen van Kouwenberch
- Daniel van Heil
- Jacob Gerritsz. Cuyp
- Albert Cuyp
- Pieter Dankers de Ry
- Pieter Francois
- Luigi Primo (Ludowicus)
- Rembrandt van Rijn
- Paudis
- Frans Wulfhagen
- Juriaan Ovens
- Monniks
- Jan van den Velde
- Esaias van den Velde
- Joachim von Sandrart
- Emanuel de Witt
- Pieter van der Willigen
- Abraham van Diepenbeek
- Jan Thomas van Ieperen
- Theodoor van Tulden
- Paulus de Vos
- Erasmus Quellinus
- Carel Erpard
- Jan Lievens
- Ferdinand Bol
- Palamedes Palamedesz Stevers
- Anna Maria Schuurmans
- Margarita Godewyk
- Adriaen Brouwer

- Joost van Craasbeek
- Jakob Bakker
- Bartram de Fouchier
- Herman Zachtleven
- Cornelis Zachtleven
- Willem van Bemmel
- Salomon Koning
- Jan Baptist van Heil
- Robert van Hoek
- David Teniers
- Adriaen van Ostade & Isaac van Ostade
- Cornelis Bega
- Leendert van der Koogen
- Willem van den Velde
- Johannes Mytens
- Emelraad
- Pieter Janszen
- Thomas Willeboirts Bosschaert
- Otto Marcelis
- Pieter van Laar
- Nicolas de Helt Stokade
- Abraham Willaerts
- Jacques van Artois
- Gerrit Dou
- Nicolas van der Hek
- Marten Heemskerk van der Hek
- Bartholomeus van der Helst
- Jacques Wabbe
- Jan Albertsz Roodtseus
- Bonaventuur Peeters
- Franciscus Wouters
- David Rykaert
- Lucas Francois
- Frans Menton
- Mathys van den Berg
- Thomas van Wyk
- Govert Flinck
- Pieter Pietersz Nedek
- La Tombe
- Hans Jordaans
- Gillis Schagen
- Ludolf de Jong
- Pieter de Hoogh
- Gonzalo Coques
- Peter Lely
- Juriaan Jacobze
- Robert van Hoeck
- Antoni Waterloo
- Jan Philip van Thielen
- Carel van Savoyen
- Philips de Koning
- Zacharias Paulusz
- Jacob Delff
- Jan Babtist van Duinen
- Adriaen Verdoel
- Jan de Groot
- Philip Wouwerman
- Jan Baptista Weeninx
- David Beck
- Joan Couper
- Gelsdorf
- Simon Peter Tilmans
- Hendrik Martensz
- Jan Duive
- Dirk Meerkerk
- Jacob Reugers Blok
- Jan Donker & Pieter Donker
- Cesar van Everdingen
- Jan van Everdingen
- Albert van Everdingen
- Adam Pynaker
- Cornelis de Man
- Gerbrant van den Eekhout
- Joris van Son
- Emanuel Murant
- Wallerant Vaillant
- Jacob van der Does
- Theodor Helmbreker
- Nicolas Berchem
- Jan Both & Andries Both
- Johan Torrentius
- Paulus Potter
- Hercules Segers
- Johannes van Kessel
- Johannes Peeters
- Peter Boel
- Joannes van Heck
- Philippus Fruytiers
- Antonius Goebouw & Franciscus de Neve
- Joannes Fyt
- Peeter Tysens
- Gerrit van Hoochstadt
- Gysbrecht Thys
- Johannes Lingelbag
- Jan Worst
- Willem van Drillenburg
- Jacob Lavecq
- Samuel van Hoogstraten
- Matthias Withoos
- Hendrik Graauw
- Pieter van Roestraten
- Hendrik Verschuring
- Wilhem Verschuring
- Jacob van der Ulft
- Jan Teunisz Blankhof
- Barent Graat
- Josef Oostfries
- Klaas vander Meulen
- Katharina Oostfries
- Jan Slob
- Vincent van der Vinne
- Maria van Oosterwyk
- Geertje Pieters
- Willem Kalf
- Cornelis Bisschop
- Jacobus Bisschop
- Abraham Bisschop
- Peter van Breda
- Janson van Keulen
- Gerard Pieterz van Zyl
- Michiel Willemans
- Willem Doudyns
- Ary van der Kabel
- Ludolf Bakhuizen
- Benjamin Blok
- Anna Katrina
- Kristoffel Pierson
- Bartholemeus Meyburg
- Rozee
- Willem Schellinks
- Nicolaas Maas
- Johan Henrik Roos
- Filip Roos
- Theodoor Roos
- Juriaan van Streek
- Hendrik van Streek
- Karel Emanuel Biset
- Ottomar Elger
- Gerard Uilenburg
- Jan de Baan
- Jacobus de Baan
- Willem van den Velde
- Frederik de Moucheron
- Pieter Gallis
- Gasper vanden Bos
- Antoine Francois van der Meulen
- Joan Guiliam Bouwer
- Cornelis Kik

- Cornelis Brizé
- Frans Post
- Johan van Nes
- Jan van Hoeck
- Pieter Frits
- Frans van Mieris
- Jan Steen
- Jan Linsen
- Gabriel Metzu
- Johannes Spilberg
- Wilhelm Breekvelt
- Jan Hakkert
- Pieter van Anraat
- Jacob Campo Weyerman
- Rombout van Trojen
- Carel de Jardyn
- Willem Drost, van Terlee & Willem de Poorter
- Jacob Gellig
- Spalthof & Broers
- Martinus Zaagmolen
- Johannes Buns
- Jan Asselyn
- Jacob van Ruisdael
- Ludowyk Smits
- Melchior de Hondekoeter
- Mathys Harings
- Johan van Neck
- Johan Visscher
- Heiman Dullaart
- Joan van der Heyden
- Abraham Minjon
- Isak Ducart
- Justus van Pee
- Cornelis Cornelisz
- Adriaan vanden Velde
- Dirk van Bergen
- Gasper Netscher
- Abraham Genoels
- Anna Maria, Francoise Katharina en Maria Theresa van Thielen
- Gerard de Laires
- Barent Appelman
- Pieter van Slingelant
- Ary de Vois
- Jacob Torenvliet
- Isaac Paling
- Johannes van Haansbergen
- Eglon van der Neer
- Godfried Schalken
- Gabriel van der Leeuw
- Abraham van Kalraat
- Jan van Aken
- Pieter Molyn
- Dirk Freres
- Adriaan Bakker
- Horatius Paulyn
- Gysbert Verhoek
- Job Berkheyde & Gerard Berkheyde
- Johannes Vorstermans
- Johan Soukens
- Joris van der Haagen
- Francisco Milet
- Arent de Gelder
- Joan Baptist de Champanje
- Albert Meyering
- Michiel van Musscher
- Joan de Biskop
- Ary Huibertsz Verveer
- Hubert van Ravestein
- Johannes Glauber
- Jan Gotlief Glauber
- Maria Sybille Merian
- Johannes Voorhout
- Mathys Neveu
- Jacob Denys
- David van der Plaas
- Daniel Syder
- Godfried Kneller & Johan Zacharias Kneller
- Jan van Kessel
- Gerard Hoet
- Johannes Bronkhorst
- Abraham Diepraam
- Josef Mulder
- Mathys Wulfraat
- Johan van Hugtenburgh
- Jacob Moelaert
- Jan Luiken
- Romein de Hooge
- Jan van Nikkelen
- Augustinus Terwesten
- Johannes Verkolje
- Ugaart Delvenaar & Jacob Koning
- Johannes van der Bent
- Pieter Reuven
- Matheus Wytman
- Marienhof
- Johan van der Meer
- Barent van Kalraat
- Johanna Koerten
- Rochus van Veen
- Dirk van Delen
- Abraham de Heusch
- Cornelis van der Meulen
- Johan Starrenberg
- Jacob de Wolf
- Guilhelmo van Ingen
- Nicolaas de Vree
- Abraham Hondius
- Francois Danks
- Jan van Alen
- Abraham Stork
- David Colyns
- Barent Gaal
- Isaac Koene
- Pieter van der Hulst
- Pieter Peuteman
- Jan Klaasz Rietschoof
- Hendrik Rietschoof
- Cornelis Holstein
- Simon van der Does
- Theodorus Lubienietzky & Christoffel Lubienietzky
- Jan Hoogzaat
- Carel Fabricius
- Johan van Bunnik
- Carel de Moor
- Johan Francois Douven
- Simon Germyn
- Willem Beurs
- John Closterman
- Jan Griffier
- Cornelis Huysmans
- Willem Wissing
- Guiliam de Heus
- Jacob de Heus
- Philip Tideman
- Ernst Stuven
- Elias van den Broek
- Laurens van der Vinne
- Paulus van Hillegaart & Pieter de Ruelles
- Jacob van Campen
- Hendrik Carree
- Bernart Schendel
- Antony Vreem
- Dirk Dalens
- Michiel Maddersteg
- Justus van Huisum
- Adrian van der Werf

## externe link
- De groote schouburgh op DBNL .

16e eeuw: · Le Vite de' più eccellenti pittori, scultori, e architettori (Giorgio Vasari, Florence 1550 -1568)

17e eeuw: · Het Schilder-boeck (Karel van Mander, Haarlem 1604)
 · Het Gulden Cabinet van de Edel Vry Schilderconst (Cornelis de Bie, Antwerpen 1662)
 · Entretiens sur les vies et sur les ouvrages des plus excellents peintres anciens et modernes (André Félibien, Parijs, 1666-1688)
 · Teutsche Academie der Edlen Bau- Bild- und Mahlerey-Künste (Joachim von Sandrart, Neurenberg 1675)
 · Le Vite de' Pittori Scultori e Architetti Moderni (Giovanni Pietro Bellori, Rome 1672)
 · Notizie de' Professori del Disegno, Da Cimabue in qua, Secolo V. dal 1610. al 1670. Distinto in Decennali (Filippo Baldinucci, Florence 1681-1728)
 · Painting Illustrated in Three Diallogues (William Aglionby, Londen 1685)

18e eeuw: · De groote schouburgh der Nederlantsche konstschilders en schilderessen (Arnold Houbraken, Den Haag 1700)
 · De nieuwe Schouburg der Nederlantsche Kunstschilders en Schilderessen (Jan van Gool, Den Haag 1718-1721)
 · El Parnaso español pintoresco laureado (Antonio Palomino, Madrid, 1724)
 · La Vie des Peintres Flamands, Allemands et Hollandois (Jean-Baptiste Descamps, Parijs 1753-1764)
 · De levens-beschryvingen der Nederlandsche konst-schilders en konst-schilderessen (Jacob Campo Weyerman, Den Haag 1769)